# Jules Verne Awards
 (mai 2025).
Si vous disposez d'ouvrages ou d'articles de référence ou si vous connaissez des sites web de qualité traitant du thème abordé ici, merci de compléter l'article en donnant les références utiles à sa vérifiabilité et en les liant à la section « Notes et références ».
Les Jules Verne Awards sont des récompenses cinématographiques françaises décernées chaque année depuis 1993 par le Festival du film Jules Verne.
Les Jules Verne Awards récompensent les meilleurs films documentaires d’exploration, de nature et de découverte du moment, au plan international.
Les Jules Verne Légendaire Awards célèbrent les plus grands classiques du cinéma d’aventure et de science-fiction lors de projections-anniversaires où le public rencontre l’équipe et les stars.
Les Jules Verne Achievement Awards distinguent les artistes, aventuriers, réalisateurs et personnalités qui, par leur travail et leur détermination, encouragent l’esprit d’aventure, d’imagination et d’ouverture.

## Catégories de récompense
- Prix Jules Verne (Jules Verne Awards)
- Prix Jules Verne Légendaire (Jules Verne Légendaire Awards)
- Prix d'excellence Jules Verne (Jules Verne Achievement Awards)
- Avant-premières
- Meilleur film d'aventure ou de science-fiction

## Palmarès

### 2006
- Meilleur film d'aventure ou de science-fiction : La Guerre des mondes (War of the Worlds)

### 2008
- Meilleur film d'aventure ou de science-fiction :  L'Incroyable Hulk (The Incredible Hulk)

- Meilleur film légendaire :  La Planète des singes (Planet of the Apes) – Franklin J. Schaffner

### 2012
- Meilleur film d'aventure ou de science-fiction[pas clair] :
  - 127 Heures (127 Hours)[2]
  - Alien 3
  - Alien, la résurrection (Alien: Resurrection)
  - Armageddon
  - Indiana Jones et le Royaume du crâne de cristal (Indiana Jones and the Kingdom of the Crystal Skull)
  - Jurassic Park
  - Men in Black
  - Le Monde perdu : Jurassic Park (The Lost World: Jurassic Park)
  - Pirates des Caraïbes : Jusqu'au bout du monde (Pirates of the Caribbean: At World's End)
  - Pirates des Caraïbes : La Malédiction du Black Pearl (Pirates of the Caribbean: The Curse of the Black Pearl)
  - Seul au monde (Cast Away)
  - Spider-Man
  - Starship Troopers
  - Tron : L'Héritage (Tron: Legacy)

## Avant-premières
- 2006 : V pour Vendetta[3]